# Akamatsu Kaname
Akamatsu Kaname (jap. 赤松 要, Akamatsu Kaname; * 7. August 1896 in Kurume; † 20. Dezember 1974) war ein japanischer Ökonom. Er hat mit dem sogenannten Fluggänsemodell (jap. 雁行形態論, Gankō Keitairon, englisch flying-geese model) ein in Japan einflussreiches Konzept der ökonomischen Entwicklung veröffentlicht.

## Leben
Er wurde in der Kleinstadt Kurume im Norden der Insel Kyushu, geboren. Er studierte Ökonomie und deutsche Philosophie an der Tokyo School of Economics (heute Hitotsubashi-Universität), und seine Herkunft aus ärmlichen Verhältnissen mag dazu beigetragen haben, dass er ein starkes Interesse an marxistischen Ideen entwickelte. 1924 ging er für zwei Jahre nach Deutschland, wo er in Berlin und Heidelberg mit Friedrich Lists Ideen zur Nationalökonomie und mit der Hegelschen Philosophie vertraut wurde. In London besuchte er das Grab von Karl Marx, in Boston lernte er, an dem gerade neu gegründeten Harvard Bureau of Economic Statistics, die dort entwickelten Methoden der mathematischen Ökonomie kennen. Seit 1926 lehrte er an der Universität Nagoya. Er untersuchte empirisch die ökonomische Entwicklung insbesondere am Beispiel der regionalen Textilindustrie. Die Forschungen bildeten die Grundlage für sein theoretisches Werk. Im Jahr 1939 wechselte er an die Tokyo School of Economics. Seit 1943 arbeitete er in Singapur. Nach dem Ende des Zweiten Weltkrieges wurde er als Kriegsverbrecher verdächtigt und vor Gericht gestellt. Er wurde von diesem Vorwurf entlastet. Seit 1953 war er Dekan der wirtschaftswissenschaftlichen Fakultät der Hitotsubashi-Universität.

## Werk
In den 1930er Jahren entwickelte er das (übersetzt) „Gänseflugmodell der wirtschaftlichen Entwicklung.“ Er griff dabei auf Friedrich List zurück und hat dessen Ideen um eigene Gedanken ergänzt. Sein Konzept trug in erheblichem Maße zur ökonomischen Entwicklung des Landes in den Folgejahren bei. Danach war der Import ausländischer Konsumgüter von Bedeutung für den Aufbau einer eigenen Industrie. Erst dadurch würde im Land selber ein Markt für derartige Produkte entstehen. Im Westen blieb sein Werk lange unbekannt. Er selbst publizierte in den 1960er Jahren nur zwei kleine Aufsätze in englischer Sprache. Seine Bücher sind bislang nicht übersetzt.

## Werke
- A historical pattern of economic growth in developing countries. in: Journal of Developing Economies, 1(1):3-25, März-August 1962.